# Kładenec (obwód Chaskowo)
Kładenec (bułg. Кладенец) – wieś w Bułgarii, w obwodzie Chaskowo, w gminie Stambołowo. Według danych szacunkowych Ujednoliconego Systemu Ewidencji Ludności oraz Usług Administracyjnych dla Ludności, 15 czerwca 2020 roku miejscowość liczyła 63 mieszkańców.